# Acianthera pazii
Acianthera pazii är en orkidéart som beskrevs av Carlyle August Luer. Acianthera pazii ingår i släktet Acianthera och familjen orkidéer.
Artens utbredningsområde är Colombia. Inga underarter finns listade i Catalogue of Life.